# La Musa
La Musa ist ein internationales transdisziplinäres Projekt für zeitgenössische Musik, Kunst und Kultur des Duos Muze. Das Duo setzt sich aus Bernadette Zeilinger und Diego Muné zusammen.
La Musa präsentiert ein Programm mit eigenen Werken und von Musikern und Künstlern in jährlich mehr als 100 Veranstaltungen mit Musik, Klangskulpturen, Tanz, Live-Painting, Literatur, Filmmusik, Stummfilm und Live-Musik, Ausstellungen, Workshops und Meisterklassen.

## Auftritte, Projekte
Aufgetreten sind sie bisher im Schloss Schönbrunn, in der Votivkirche, Otto-Wagner-Kirche, Ruprechtskirche, im Konzerthaus, ORF RadioKulturhaus, Museumsquartier, Leopold Museum, WUK, Porgy & Bess, in der Alten Schmiede und der Japanischen Botschaft in Wien, im Ars Electronica Center in Linz, im Münchner Stadtmuseum, Museum of Modern Art in Olmütz, Belvedere Nettuno, Villa Adele Museo Archeologico in Anzio, Museo d’Arte Contemporanea di Villa Croce in Genua, an Universität Wien, University of Applied Sciences and Arts Northwestern Switzerland / Music in Basel, University of Gloucestershire in Cheltenham und vielen anderen Orten.
Performances von La Musa fanden bisher in Frankreich, Großbritannien, Italien, der Schweiz, Ungarn, Österreich, Deutschland und Argentinien statt.
La Musa arbeitet in einem wissenschaftlichen Projekt mit dem CNR Pisa zusammen. .